# DLG4
 (engl. postsynaptic density protein 95), takođe poznat kao SAP-90 (engl. synapse-associated protein 90) je protein koji je kod ljudi kodiran DLG4 geno.
PSD-95 je član familije membranskih guanilatnih kinaza (MAGUK). Zajedno sa PSD-93 on se regrutuje u iste klastere NMDA receptora i kalijumskih kanala. Ova dva MAGUK proteina mogu da formiraju interakcije na postsinaptičkim mestima da formiraju multimernu osnovu za grupisanje receptora, jonskih kanala, i srodnih signalnih proteina.
PSD-95 je najpoznatiji član MAGUK familije. Poput svih proteina ove familije, njegova osnovna struktura sadrži tri PDZ domena, jedan SH3 domen, i domen sličan guanilatnoj kinazi (GK). Ovi domeni su povezani neuređenim poveznim domenima. On je skoro isključivo lociran u postsinaptičkim neuronima, i učestvuje u učvršćivanju sinaptičkih proteina. On se direktno i indirektno vezuje za neuroligin, NMDA receptore, AMPA receptore, i kalijumske kanale.

## Spoljašnje veze
- DLG4 protein, human на 